# Henri-Josué Martin
Henri-Josué Martin, né le 12 mars 1843 à Rimouski et mort le 14 août 1926 à Carleton, est un médecin et homme politique québécois.

## Biographie
De 1882 à 1890, il est député de Bonaventure à l'Assemblée législative du Québec.